# Ramiro Ladeiro Monteiro
Ramiro Ladeiro Monteiro (* 1931 in Miuzela, Almeida; † 3. Mai 2010) war ein portugiesischer Sozialwissenschaftler und Geheimdienstchef.

## Werdegang
Ladeiro Monteiro studierte am Instituto de Ciências Sociais e Políticas Ultramarina (ISCSPU). Er trat 1958 in den öffentlichen Verwaltungsdienst ein und übte zunächst für die Kolonialbehörde in Angola das Amt eines Verwalters aus. Anschließend war er bis 1974 Leiter des Koordinations- und Informationsdienstes des Instituto de Assistência Social de Angola.
In der Regierung von Francisco Sá Carneiro war er ab 1980 Büroleiter des Unterstaatssekretärs für Haushaltsfragen Rui Carp. Von 1981 bis 1986 war er Direktor der Ausländerbehörde Serviço de Estrangeiros e Fronteiras (SEF).
Am 21. Februar 1986 ernannte ihn Ministerpräsident Cavaco Silva zum Direktor des neu gegründeten zivilen Nachrichtendienstes Serviço de Informações de Segurança (SIS). Nachdem die unrechtmäßige Überwachung eines Staatsanwalts auf Madeira durch den SIS publik wurde, trat Ladeiro Monteiro 1994 von seinem Amt zurück.
Danach unterrichtete als Honorarprofessor Internationale Beziehungen an der Autonomen Universität Lissabon.

## Ehrungen
- 1986: Großes Verdienstkreuz mit Stern der Bundesrepublik Deutschland
- 1991: Komtur des Ordens für Verdienst